# (5473) Yamanashi
(5473) Yamanashi (1988 VR) – planetoida z grupy pasa głównego asteroid okrążająca Słońce w ciągu 3,68 lat w średniej odległości 2,38 j.a. Odkryta 5 listopada 1988 roku.